# Barrage de Yonki
Le barrage de Yonki est un barrage en remblai en terre sur la rivière Ramu qui alimente la centrale hydroélectrique Ramu 1, ainsi que la centrale Yonki Toe of Dam (en construction).
Le barrage de Yonki se trouve dans la province des Hautes-Terres orientales de Papouasie-Nouvelle-Guinée.
L'autoroute des Highlands passe au-dessus du remblai du barrage de Yonki. Les villages Yonki adjacents aident au fonctionnement du barrage et de la centrale hydroélectrique.

## Ramu 1
La centrale de Ramu 1 est une centrale hydroélectrique de 77 MW située sur la rivière Ramu dans la province des Hautes-Terres orientales, en Papouasie-Nouvelle-Guinée.
La centrale électrique est constituée de 5 modules. Les modules 1, 2, 3 ont une puissance nominale de 15 MW, et les modules 4 et 5 ont une puissance de 17 MW. La centrale appartient à PNG Power, qui l'exploite également.